# Ian Carr-Harris
Ian Carr-Harris (* 12. August 1941 in Victoria) ist ein kanadischer Bildhauer und Installationskünstler.

## Leben und Werk
Ian Carr-Harris schloss seine Studien in Geschichte an der Queen’s University (1963), Literaturwissenschaften an der University of Toronto (1964) und der Bildhauerei an der OCAD University (1971) ab. Ian-Harris lehrt seit 1972 an der OCAD University.
Carr-Harris frühe Skulpturen stehen unter dem Einfluss des Minimalismus und der Konzeptkunst. Spätere Werke sind Rauminstallationen mit Theater und Filmausstattungselementen, Fotos und Textbeiträgen.

„Im Grunde hat Carr-Harris schon immer gespürt, daß „sehen“ eine Verbindung von visueller Information mit Sprache erfordert – gleichgültig, ob in Wort oder Schrift. Die Fähigkeit, Dinge zu verstehen, basiert auf dem Ineinandergreifen von Wahrnehmungs- und Sprachvermögen.“

Ian Carr-Harris ist Gründungsmitglied von A Space und The Power Plant.

## Ausstellungen (Auswahl)
- 1984 Biennale di Venezia mit Liz Magor, Venedig
- 1987 documenta 8, Kassel
- 1990 Biennale of Sydney, Sydney

## Auszeichnungen (Auswahl)
- Mitglied der Royal Canadian Academy of Arts
- 2007 Governor General’s Awards
- Preise vom Ontario Arts Council und dem Canada Council